# Игиниарфик
Игиниарфик (гренл. Iginniarfik) — посёлок в гренландской коммуне Каасуитсуп.
Численность населения в 2014 году, по данным Банка статистики, составила 78 человек.

## География
Посёлок расположен на западном берегу острова Гренландия, в 40 км от города Кангаатсиак.

## Транспорт
В зимнее время посёлок обслуживается вертолётами компании Air Greenland в рамках государственного контракта, а в летнее время осуществляется паромная переправа до Кангаатсиака, Атту, Икерасаарсука, Ниакорнаарсука и Аасиаата.

## Экономика
Основным видом деятельности местных жителей является добыча охота и рыбалка.